# Bent Ånund Ramsfjell
Bent Ånund Ramsfjell (Oslo, 30 novembre 1967) è un giocatore di curling norvegese.

## Biografia
Partecipò all'età di 34 anni ai XIX Giochi olimpici invernali edizione disputata a Salt Lake City (Stati Uniti d'America) nel 2002, riuscendo ad ottenere la medaglia d'oro nella squadra norvegese con i connazionali Lars Vågberg, Flemming Davanger, Pål Trulsen e Torger Nergård.
Nell'edizione la nazionale canadese ottenne la medaglia d'argento, la svizzera quella di bronzo.